# Куцый, Юрий Николаевич
Юрий Куцый (род. 1 мая 1932, село Згуровка, теперь поселок Згуровского района Киевской области — ?) — украинский советский деятель, новатор производства, бригадир бригады слесарей Киевского завода «Красный экскаватор». Герой Социалистического Труда (1960). Член ЦК КПУ в 1961—1966 г.

## Биография
Родился в крестьянской семье. В 1948 году окончил ремесленное училище.
С 1948 года начал работать слесарем Киевского завода «Красный экскаватор».
С 1955 г. — бригадир бригады слесарей Киевского завода «Красный экскаватор». В 1958 году его бригаде было присвоено звание бригады коммунистического труда.
Член КПСС с 1960 года.
В 1964 году окончил Киевский машиностроительный техникум.
В 1964 — 1966 г. — старший мастер базового участка, с 1966 года — наладчик стендовой лаборатории отдела Главного конструктора Киевского завода «Красный экскаватор».
Потом — на пенсии в городе Киеве.

## Награды
- Герой Социалистического Труда (28.05.1960)
- орден Ленина (28.05.1960)
- ордена
- медали